# La Piste du Grand Nord (album)
La Piste du Grand Nord est le sixième album de la série Jerry Spring créée par Jijé, sorti en 1958. Il rassemble deux histoires complètes : la Piste du Grand Nord (dessin et scénario de Jijé) et l'Or du vieux Lender (dessin de Jijé, scénario de René Goscinny.